# Monte Cocco
Il Monte Cocco (Coc in friulano, Kok in tedesco e sloveno) è un monte di 1.941 m s.l.m. nella Catena Carnica Orientale, situato poco a sud della Cima Bella (1.912 m s.l.m.) che fa parte della cresta di confine tra Italia ed Austria. Da un punto di vista amministrativo appartiene al comune di Malborghetto-Valbruna in Provincia di Udine. 